# Плисків (зупинний пункт)
Пли́сків — пасажирський залізничний зупинний пункт Козятинської дирекції Південно-Західної залізниці.
Розташований в однойменному селі Погребищенського району Вінницької області на лінії Погребище I — Андрусове між станціями Погребище I (8 км) та Липовець (24,5 км).
Зупиняється приміський поїзд Козятин I — Христинівка.